# عدم تخلق الغدة اللعابية
عدم تخلق الغدة اللعابية (بالإنجليزية: Salivary gland aplasia) هو عدم وجود الغدد اللعابية خلقيًا. عادةً يشير المصطلح إلى غياب بعض أو كل الغدد اللعابية الرئيسية.
هي حالة نادرة، ومعظم الحالات المعروفة كانت مصاحبة لمتلازمات في أنسجة الأديم الظاهر، خصوصًا الجهاز الدمعي. من أمثلة المتلازمات التي أبلغ عن عدم تخلق الغدة اللعابية بها: خلل التنسج الظاهر، عسر التعظم الفكي الوجهي والصغر الوجهي النصفي.
أهم أعراض الحالة هو عدم وجود اللعاب، مما يسبب جفاف الفم (xerostomia)، والذي يصاحبه التعرض لتسوس الأسنان، وعدوى الفم، وعدوى الجهاز التنفسي العلوي (مثلًا: داء المبيضات، التهاب الغدة اللعابية، التهاب الحنجرة والتهاب البلعوم). المرضى المصابون بعدم تخلق الغدة اللعابية يحتاجون إلى استعمال الفلورايد الموضعي بانتظام لتجنب تسوس الأسنان.